# Paraliparis orcadensis
Paraliparis orcadensis és una espècie de peix pertanyent a la família dels lipàrids.

## Hàbitat
És un peix marí i batidemersal que viu fins als 1.253 m de fondària.

## Distribució geogràfica
Es troba a l'oceà Antàrtic: les illes Òrcades del Sud.

## Observacions
És inofensiu per als humans.